# Lanjarón
Lanjarón ist ein südspanischer Ort und eine Gemeinde (municipio) mit insgesamt nur noch 3.660 Einwohnern (Stand: 2024) im Südosten der Provinz Granada in der autonomen Region Andalusien. Große Teile im Norden des Gemeindegebiets liegen im Nationalpark Sierra Nevada.

## Lage und Klima
Der Ort Lanjarón liegt am Fluss gleichen Namens im Quellgebiet mehrerer Flüsse (darunter auch der Río Poqueira) knapp 50 km (Fahrtstrecke) südöstlich von Granada an einem Südhang der Alpujarras in einer Höhe von ca. 660 m. Die Mittelmeerküste bei Motril befindet sich etwa 40 km südlich. Das Klima im Sommerhalbjahr ist mild bis warm; Regen (ca. 640 mm/Jahr) fällt – mit Ausnahme der eher trockenen Sommermonate – verteilt übers ganze Jahr.

## Bevölkerungsentwicklung
| Jahr      | 1857 | 1900 | 1950 | 2000 | 2020 |
| Einwohner | 3793 | 4200 | 5267 | 3868 | 3530 |

Infolge der Mechanisierung der Landwirtschaft, der Aufgabe bäuerlicher Kleinbetriebe („Höfesterben“) und dem daraus resultierenden  Verlust von Arbeitsplätzen ist die Einwohnerzahl der Gemeinde seit der Mitte des 20. Jahrhunderts deutlich gefallen.

## Wirtschaft
Noch in der frühen Neuzeit lebten die Bewohner des Ortes in hohem Maße als Selbstversorger von den Erträgen ihrer Felder und Hausgärten. Außerdem wurde Viehzucht (v. a. Schafe, Ziegen und Schweine) betrieben; Esel wurden als Tragtiere gehalten. Dieser Zustand änderte sich erst mit dem Ausbau der Infrastruktur im 20. Jahrhundert. Heute dominieren  Oliven- und Mandelbaumplantagen. Im Ort selbst haben sich Kleinhändler, Handwerker und Dienstleister aller Art angesiedelt. Seit den 1960er Jahren spielen die Produktion von Serrano-Schinken und der innerspanische Tourismus in Form der Vermietung von Ferienwohnungen (casas rurales) immer bedeutsamer werdende Rollen für die lokale Wirtschaft.
Lanjaróns Bedeutung beruht vor allem auf seinen Mitte des 18. Jahrhunderts entdeckten und nur maximal ca. 17 °C warmen Thermalquellen. Es ist der Abfüllort eines in ganz Spanien verbreiteten und intensiv beworbenen Mineralwassers. Aufgrund der örtlichen eisenhaltigen Heilwasserquellen ist Lanjarón überdies ein beliebter Kurort mit entsprechenden Kuranlagen. Ein Autobahnanschluss, die Errichtung von mehreren Windenergieanlagen und der Ausbau der Lanjarón-Abfüllanlagen zeugen von den Anstrengungen zur Verbesserung der wirtschaftlichen Situation. Parallel dazu nehmen dadurch aber auch die Folgen negativer Eingriffe in die Umwelt zu – so führt zum Beispiel die Ausweitung der industriellen Wasserproduktion zur Gefährdung von Quellen, die die umliegenden Dörfer und Täler mit Trinkwasser versorgen. Ein Ausdruck der Proteste in der lokalen Bevölkerung ist die Verballhornung des Namens der Wassermarke in Ladrón („Dieb“).

## Geschichte

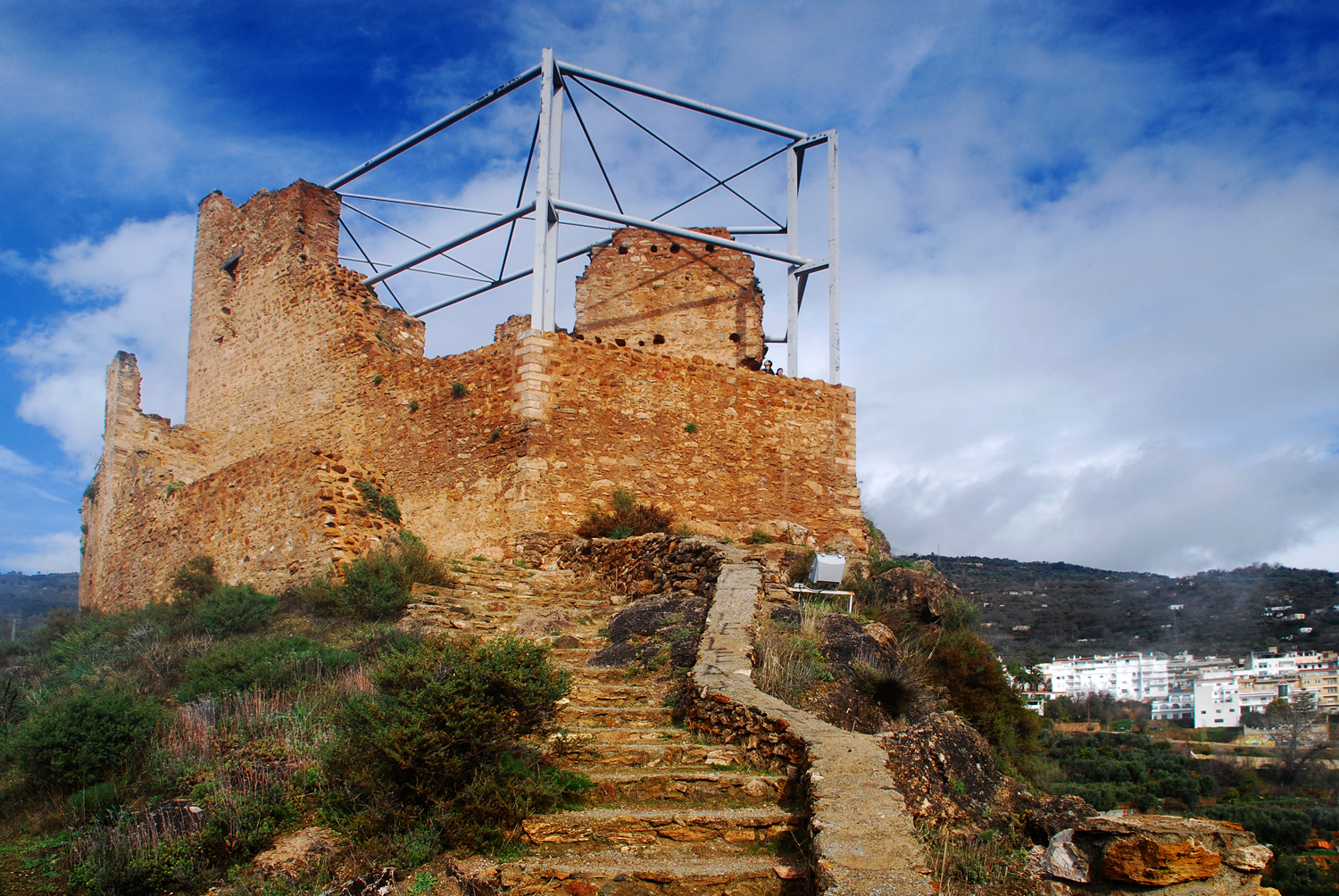
Lanjarón – Burgruine

Prähistorische, römische und westgotische Funde fehlen; die Gründung des Ortes erfolgte wahrscheinlich im 8. Jahrhundert durch Berber aus Nordafrika, auf die auch der Terrassenfeldbau mit seiner ausgeklügelten Bewässerungstechnik (acequias) zurückgeht. Nach dem Ende des Kalifats von Córdoba (um 1020) übernahmen die Ziriden von Granada die nominelle Macht in der Region, die sie jedoch wenig später an die berberischen Almoraviden und Almohaden abtreten mussten. Als Teil des Emirats von Granada blieb das Bergland der Alpujarras bis zum Jahr 1490 islamisch; auch danach gab es immer wieder Aufstände gegen die Rückeroberung (reconquista) durch die Christen. Mit dem Alhambra-Edikt (1492) der Katholischen Könige begann die Vertreibung der Juden in Spanien.
Am 8. März 1500 war der Ort während des ersten Aufstands in den Alpujarras Schauplatz grausamer Kämpfe der spanischen Krone gegen die hier ansässigen Morisken. Dabei wurde die maurische Burg von der spanischen Artillerie zerstört. Fast die gesamte in der Moschee eingeschlossene muslimische Bevölkerung starb bei deren Sprengung. Am 28. Dezember 1568 ging während des Aufstands in den Alpujarras an gleicher Stelle die christliche Kirche in Flammen auf. Danach wurden alle Morisken aus der Region vertrieben.

## Sehenswürdigkeiten

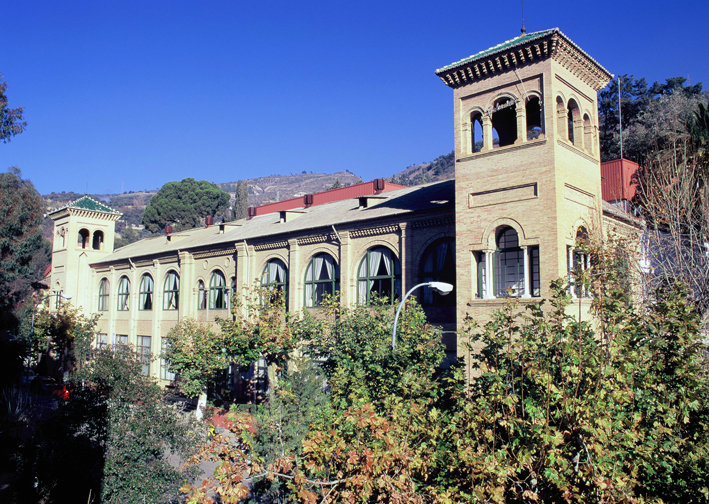
Lanjarón – Thermalbad

- Die Ruine einer maurischen Burg steht unweit des Ortes.
- Die dreischiffige Iglesia de Nuestra Señora de la Encarnación stammt aus dem frühen 17. Jahrhundert; während der eigentliche Kirchenbau verputzt ist, zeigt der Glockenturm (campanario) einen Ziegelsteinaufbau. Das Mittelschiff der Kirche ist mit einem hölzernen Dachstuhl gedeckt; die Rückwand der Apsis wird zur Gänze von einem sehenswerten barocken Schnitzaltar (retablo) ausgefüllt.[4]
- Im Ort stehen drei kleine Kapellen (ermitas).
- Zahlreiche Brunnen (fuentes) bereichern das Ortsbild.

Umgebung
- Das Thermalbad (balneario) ist etwa 2 km in westlicher Richtung vom Ortskern entfernt.

## Kultur und Veranstaltungen
Jedes Jahr in der Nacht zum 24. Juni (Johannistag) findet hier der regional beliebte und berüchtigte Tag der Fiesta del Agua y del Jamón, bei dem zum einen der lokale Schinken verteilt wird und zum anderen „Wasserschlachten“ mit allen greifbaren Gegenständen, welche von normalen Eimern bis zu Feuerwehrschläuchen reichen, ausgetragen werden. Das Fest symbolisiert den Wasserreichtum, den der Ort schon immer besitzt.